# Cộng hòa Congo tại Thế vận hội
Cộng hòa Congo, thi đấu với tên Congo, tham gia Thế vận hội lần đầu năm 1964, và đã liên tục gửi các vận động viên tới các kỳ Thế vận hội Mùa hè kể từ đó. Congo không tham dự Thế vận hội Mùa hè 1968 và cùng nhiều quốc gia châu Phi khác tẩy chay Thế vận hội Mùa hè 1976. Congo chưa lần nào góp mặt tại Thế vận hội Mùa đông.
Năm 2016, tổng cộng 74 vận động viên (45 nam và 29 nữ) đã đại diện cho Congo tham gia thi đấu tại Thế vận hội. Tuy nhiên, không có VĐV nào giành được huy chương. Đáng chú ý có Franck Elemba, người đã mang về thành tích Olympic tốt nhất cho Congo khi anh xếp ở vị trí thứ tư môn Đẩy tạ (nam).
Ủy ban Olympic quốc gia của Congo đã được thành lập năm 1964 và được công nhận bởi Ủy ban Olympic Quốc tế cùng năm đó.

## Bảng huy chương

### Huy chương tại các kỳ Thế vận hội Mùa hè
| Thế vận hội           | Số VĐV        | Vàng          | Bạc           | Đồng          | Tổng số       | Xếp hạng      |
| 1896–1960             | không tham dự | không tham dự | không tham dự | không tham dự | không tham dự | không tham dự |
| Tokyo 1964            | 2             | 0             | 0             | 0             | 0             | –             |
| Thành phố México 1968 | không tham dự | không tham dự | không tham dự | không tham dự | không tham dự | không tham dự |
| München 1972          | 6             | 0             | 0             | 0             | 0             | –             |
| Montréal 1976         | không tham dự | không tham dự | không tham dự | không tham dự | không tham dự | không tham dự |
| Moskva 1980           | 24            | 0             | 0             | 0             | 0             | –             |
| Los Angeles 1984      | 9             | 0             | 0             | 0             | 0             | –             |
| Seoul 1988            | 7             | 0             | 0             | 0             | 0             | –             |
| Barcelona 1992        | 7             | 0             | 0             | 0             | 0             | –             |
| Atlanta 1996          | 5             | 0             | 0             | 0             | 0             | –             |
| Sydney 2000           | 5             | 0             | 0             | 0             | 0             | –             |
| Athens 2004           | 5             | 0             | 0             | 0             | 0             | –             |
| Bắc Kinh 2008         | 5             | 0             | 0             | 0             | 0             | –             |
| Luân Đôn 2012         | 7             | 0             | 0             | 0             | 0             | –             |
| Rio de Janeiro 2016   | 10            | 0             | 0             | 0             | 0             | –             |
| Tokyo 2020            | chưa diễn ra  |               |               |               |               |               |
| Tổng số               | Tổng số       | 0             | 0             | 0             | 0             | –             |